# Hôtel du Parlement de Metz
L’hôtel du Parlement est situé place d’Armes à Metz. Conçu par Jacques-François Blondel en même temps que l’hôtel de ville, il fait face à l’ancien corps de garde.

## Contexte historique
Le maréchal Charles Louis Auguste Fouquet de Belle-Isle, acquis aux idées des Lumières, décide de repenser l’urbanisme de Metz dès 1728. Après avoir doté la ville d’un nouveau théâtre sur l’île du Petit-Saulcy, il souhaite aérer le quartier de la cathédrale, en y créant une place royale centrale, entourée de plusieurs bâtiments publics. Après vingt ans de négociations avec le clergé et les bourgeois messins, il fait finalement appel à l’architecte Jacques-François Blondel pour le projet de l’hôtel de ville et des bâtiments annexes. L’hôtel du Parlement devait abriter le parlement rétabli le 26 septembre 1775.

## Construction et aménagements
La construction commence en même temps que celle de l’hôtel de ville en 1761 et les travaux durent dix ans. Construit en pierre de Jaumont, le bâtiment de style néoclassique français présente une façade avec avant-corps central à trois niveaux. Sur l’avant-corps, l’élévation comprend un rez-de-chaussée avec trois arcades en plein cintre, surmonté de deux étages, percés chacun de trois fenêtres. Au-dessus du rez-de-chaussée à trois arcades, la partie gauche de l’édifice présente trois fenêtres sur deux niveaux. La partie droite présente une porte cochère et deux arcades, un étage noble avec deux fenêtres à la française sur deux niveaux et deux fenêtres simples. La façade, bien qu’asymétrique, est harmonieuse. L’avant-corps central est surmonté d’un fronton percé de deux oculi, encadrés de feuilles de chêne sculptées.

## Affectations successives
L’hôtel du Parlement a changé plusieurs fois d’affectation depuis sa création au XVIIIe siècle. Il abrite aujourd’hui des commerces. En 2007, Christophe Bottineau, architecte en chef des monuments historiques qui a mené le projet restauration de la place d’Armes, a fait nettoyer les façades fortement altérées par la pollution.
La façade de cet édifice néoclassique, ainsi que la couverture, fait l’objet d’un classement au titre des monuments historiques depuis 1922 et 1928,